# Gican
Gican (ryska: Гиджан) är en ort i Azerbajdzjan.   Den ligger i distriktet Qusar Rayonu, i den nordöstra delen av landet, 190 km nordväst om huvudstaden Baku. Gican ligger 1 618 meter över havet och antalet invånare är 517.
Terrängen runt Gican är kuperad österut, men västerut är den bergig. Närmaste större samhälle är Düztahir, 4,0 km nordost om Gican. 
Trakten runt Gican består i huvudsak av gräsmarker. Runt Gican är det ganska glesbefolkat, med 48 invånare per kvadratkilometer.